# Cal (livro)
Cal é um livro de contos do escritor português José Luís Peixoto, publicado em 2007, pela Quetzal Editores. 
Reúne textos de natureza diversa (3 poemas, 17 contos, 1 peça de teatro), ancorados num espaço rural e na vivência e memória dos mais velhos. Perpassa por toda a obra a reflexão sobre vida e morte, assim como a memória, a ausência e a finitude.